# لیلونگ
لیلونگ (به انگلیسی: Lilong (Thoubal)) یک زیستگاه انسانی در هند است که در ناحیه توبال واقع شده‌است.

## خصوصیات
لیلونگ ۲۰٬۲۶۷ نفر جمعیت دارد.